# Vranovci
Vranovci is een plaats in de gemeente Bukovlje in de Kroatische provincie Brod-Posavina. De plaats telt 644 inwoners (2001).